# Атлетика на Летњим параолимпијским играма 2016 — 200 метара за мушкарце T42
Трка на 200 метара у класи 42 за мушкарце, била је једна од 29 дисциплина атлетског програма на Летњим параолимпијским играма 2016. у Рио де Жанеиру, Бразил. Такмичење је одржано 11. и 12. септембра на Олимпијском стадиону Жоао Авеланж.

## Земље учеснице
Учествовало је 9 такмичара из 5 земаља.
1. Данска (1)
2. Јужноафричка Република (1)
3. САД (3)
4. Уједињено Краљевство (2)
5. Шри Ланка (2)

## Рекорди пре почетка такмичења
(стање 8. септембра 2016)
| Рекорди пре почетка Параолимпијских игара 2016.     | Рекорди пре почетка Параолимпијских игара 2016. | Рекорди пре почетка Параолимпијских игара 2016. | Рекорди пре почетка Параолимпијских игара 2016. | Рекорди пре почетка Параолимпијских игара 2016. | Рекорди пре почетка Параолимпијских игара 2016. |
| --------------------------------------------------- | ----------------------------------------------- | ----------------------------------------------- | ----------------------------------------------- | ----------------------------------------------- | ----------------------------------------------- |
| Светски рекорд                                      | 20,66                                           | Алан Фонтелес Кардосо Оливеира                  | Бразил                                          | Лион, Француска                                 | 21. јул 2013.                                   |
| Параолимпијски рекорд                               | 21,30                                           | Оскар Писторијус                                | Јужна Африка                                    | Лондон, Уједињено Краљевство                    | 1. септембар 2012.                              |
| Рекорди после завршених Параолимпијских игара 2016. |                                                 |                                                 |                                                 |                                                 |                                                 |
| Параолимпијски рекорд                               | 21,06                                           | Лијам Малоне                                    | Нови Зеланд                                     | Рио де Жанеиро, Бразил                          | 12. септембар 2016.                             |

## Сатница
| Датум               | Време | Ниво               |
| ------------------- | ----- | ------------------ |
| 10. септембар 2016. | 18:18 | Квалификације (Г1) |
| 10. септембар 2016. | 18:24 | Квалификације (Г2) |
| 11. септембар 2016. | 19:08 | Финале             |

Сва времена су по локалном времену (UTC+3)

## Освајачи медаља
|                                       |                                          |                                      |
| Ричард Вајтхед · Уједињено Краљевство | Нтандо Махлангу · Јужноафричка Република | Дејвид Хенсон · Уједињено Краљевство |

## Резултати

### Квалификације
Квалификације су одржане 10.9.2016. годину у 18:18 и 18:24. Такмичари су били подељени у две групе. У финале су се пласирала прва 3 такмичара из сваке групе и 2 на основу резултата.,,
| Пласман | Група | Атлетичар                           | Земља                  | Класа | ЛР    | ЛРС   | Резултат | Белешка    |
| ------- | ----- | ----------------------------------- | ---------------------- | ----- | ----- | ----- | -------- | ---------- |
| 1.      | 1     | Ричард Вајтхед                      | Уједињено Краљевство   | Т42   | 23,03 | 23,03 | 23,07    | КВ, ПР     |
| 2.      | 2     | Нтандо Махлангу                     | Јужноафричка Република | Т42   | 23,97 | 23,97 | 24,15    | КВ         |
| 3.      | 1     | Шакил Венс                          | САД                    | Т42   | 25,37 | 25,37 | 24,65    | КВ, РР, ЛР |
| 4.      | 2     | Регас Вудс                          | САД                    | Т42   | 25,27 | 25,63 | 25,19    | КВ, ЛР     |
| 5.      | 2     | Дејвид Хенсон                       | Уједињено Краљевство   | Т42   | 24,71 | 24,71 | 25,26    | КВ         |
| 5.      | 1     | Данијел Вагнер                      | Данска                 | Т42   | 25,37 | 25,73 | 25,26    | КВ, ЛР     |
| 7.      | 1     | Anil Prasanna Jayalath Yodha Pedige | Шри Ланка              | Т42   | 25,12 | 25,12 | 25,95    | кв         |
| 8.      | 2     | Uic Abarana Gedara                  | Шри Ланка              | Т42   | 27,49 | 27,49 | 26,34    | кв, ЛР     |
|         | 1     | Дезмонд Џексон                      | САД                    | Т42   | 27,44 | 27,59 | Диск.    | чл. 18.5   |

### Финале
Такмичење је одржано 11.9.2016. годину у 19:08,,
| Пласман | Атлетичар                           | Земља                  | Класа | Резултат | Белешка |
| ------- | ----------------------------------- | ---------------------- | ----- | -------- | ------- |
|         | Ричард Вајтхед                      | Уједињено Краљевство   | Т42   | 23,39    |         |
|         | Нтандо Махлангу                     | Јужноафричка Република | Т42   | 23,77    | РР, ЛР  |
|         | Дејвид Хенсон                       | Уједињено Краљевство   | Т42   | 24,74    |         |
| 4.      | Шакил Венс                          | САД                    | Т42   | 24,86    |         |
| 5.      | Данијел Вагнер                      | Данска                 | Т42   | 25,20    | ЛР      |
| 6.      | Регас Вудс                          | САД                    | Т42   | 25,27    |         |
| 7.      | Anil Prasanna Jayalath Yodha Pedige | Шри Ланка              | Т42   | 25,96    |         |
| 8.      | Uic Abarana Gedara                  | Шри Ланка              | Т42   | 26,68    |         |